# 돌막창자 판막

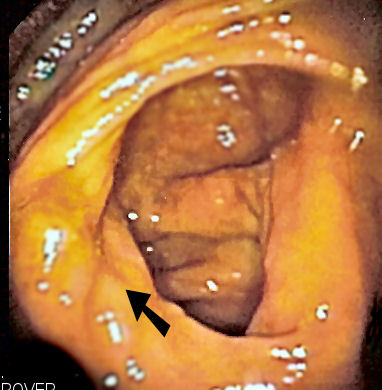
대장내시경으로 맹장을 본 사진. 화살표로 가리키고 있는 부분이 회맹판이다.

돌막창자 판막, 또는 회맹판막, 회맹판(回盲弁, ileocecal valve, ileal papilla, ileocaecal valve, Tulp's valve, Tulpius valve, Bauhin's valve, ileocecal eminence, valve of Varolius, colic valve)은 돌기형 구조로 되어 있는 판으로, 돌창자와 막창자의 경계 좌후벽에 위치해 있다. 주요 기능은 막창자의 내용물이 돌창자로 역류하는 것을 제한하는 것이다. 기능적으로는 약 2리터의 유체가 돌막창자판막을 통해 날마다 막창자로 들어간다. 다양한 양의 림프 조직이 존재하기도 한다.

## 같이 보기
- 돌막창자